# Oberto Pallavicino
Oberto Pallavicino, auch Uberto Pallavicino, (* 1197; † 8. Mai 1269 auf der Rocca di Gusaliggio (Valmozzola)) war ein italienischer Condottiere aus dem lombardischen Zweig der Pallavicini Familie. Er war einer der engsten Verbündeten des Stauferkaisers Friedrich II. und zählte zu den führenden Vertretern der Ghibellinen in Reichsitalien.

## Leben
Oberto Pallavicino entstammte der lombardischen Linie der Pallavicini. Einer seiner Brüder war Guido Pallavicino († 1237), Kreuzfahrer des vierten Kreuzzuges und erster Markgraf von Boudonitza in Griechenland. Überliefert ist, dass Oberto einäugig war – angeblich verlor er sein Auge als Kind, als ihm ein Hahn das Auge aus der Wiege pickte.
Bereits ab 1234 unterstützte Pallavicino Kaiser Friedrich II. im Konflikt gegen Papst Gregor IX. und die guelfisch dominierten lombardischen Städte. Er wurde in verschiedene kaiserliche Ämter berufen, unter anderem als Reichsvikar für Mailand. Im Jahr 1249 wurde er zum Signore der kaisertreuen Stadt Cremona ernannt, außerdem konnte er zeitweise Pavia und Piacenza seiner Herrschaft unterstellen.
1250 war Pallavicino an Kämpfen gegen Parma, Piacenza, Pavia und Brescia beteiligt. Wie der Kaiser zog er die Gegnerschaft der Römischen Kurie auf sich, die ihm besonders übelnahm, dass er in den Städten seiner Herrschaft die Katharer vor der Inquisition in Schutz nahm.
Ein bedeutendes zeitgenössisches Zeugnis seiner Stellung ist eine Urkunde Friedrichs II. vom November 1250, in der der Kaiser Pallavicino die Vollmacht erteilt, Personen aus Piacenza und Umgebung kaiserliche Gnade zu gewähren und strafrechtliche Immunität auszusprechen. Zudem sicherte der Kaiser zu, alle von Pallavicino getroffenen Verträge und Versprechen zu ratifizieren. Diese Urkunde galt lange als verschollen und wurde erst 2011 im Archiv des Schottenstifts in Wien in einer Fragmentenkiste wiederentdeckt.
Nach dem Tod Friedrichs II. im selben Jahr blieb Pallavicino einer der bedeutendsten Ghibellinen Norditaliens. An der Seite von Ezzelino III. da Romano kämpfte er gegen die guelfischen Städte, wandte sich jedoch nach zunehmender Rivalität von diesem ab. In der Schlacht von Cassano (1259) war er maßgeblich an der Niederlage Ezzelinos beteiligt, der kurz darauf verstarb. Pallavicino übernahm anschließend faktisch die Führung der kaiserlichen Partei in Reichsitalien und wurde 1260 zum Generalkapitän von Mailand ernannt.
Als Belohnung für seine militärischen Erfolge wurde ihm die Herrschaft über zahlreiche Städte übertragen, darunter Mailand, Como, Lodi, Novara, Tortona und Alessandria. Seine Macht blieb jedoch instabil. Ab 1266 verlor er infolge des Einmarschs Karls von Anjou zunehmend an Einfluss. Der Versuch, Parma erneut zu erobern, scheiterte. Seine territoriale Machtbasis zerfiel, und Pallavicino zog sich auf seine verbliebenen ländlichen Besitzungen zurück. Er starb 1269 auf der Rocca di Gusaliggio im Apennin.
Pallavicino war zweimal verheiratet: Zuerst mit Beatrice della Gherardesca aus Pisa (Ehe wurde wegen Kinderlosigkeit annulliert), danach mit Sofia da Egna, einer Verwandten Ezzelinos. Aus dieser Verbindung gingen vier Töchter und ein Sohn, Manfredino (1254–1328), hervor, der später Podestà von Pavia wurde.
Aus dem Familienerbe sowie durch Lehen des Kaisers besaß Pallavicino unter anderem die Burgen Rocca Pallavicino (Busseto), Rocca Pallavicino (di Gusaliggio), Castello Pallavicino (di Solignano), Castello Pallavicino (di Tabiano), Castello Pallavicino (di Bargone) und Castello Pallavicino (Varano de’ Melegari), mit Rechten in den umliegenden Ortschaften. Viele dieser Güter blieben seiner Familie auch nach seinem Tod erhalten, teilweise bis weiterhin im 21. Jahrhundert.